# 一箕村
一箕村（いっきむら）は、福島県にかつて存在した村。北会津郡に属していた。現在は会津若松市の一部であり、当項目では現在の会津若松市一箕町についても述べる。

## 沿革
- 1875年（明治8年）8月12日 - 滝沢村、北滝沢村、牛ヶ墓村および墓科新村が合併し八幡村となったほか、上居合村、下居合村および下柳原村が合併して鶴賀村、北柳原村、柳原新田、藤原村および郷原村が合併して亀賀村、松窪村と長原新田村が合併して松長村となった。
- 1877年（明治10年）1月20日 - 八角分に加えて蚕養分の一部が八角村となったほか、蚕養分と上河原分のそれぞれ一部が上蚕養村となった。

- 1889年（明治22年）4月1日 - 町村制が施行され、北会津郡八幡村、鶴賀村、亀賀村、松長村、八角村、上蚕養村および金堀村が合併し、蚕養村（こがいむら）が成立した。
- 1891年（明治24年）2月13日 - 蚕養村から一箕村に改称。
- 1947年（昭和22年）8月18日 - 村内に昭和天皇の戦後巡幸。漆器工場などを視察[1]。
- 1955年（昭和30年）1月1日 - 当時の若松市に編入され、廃止された。

## 現在

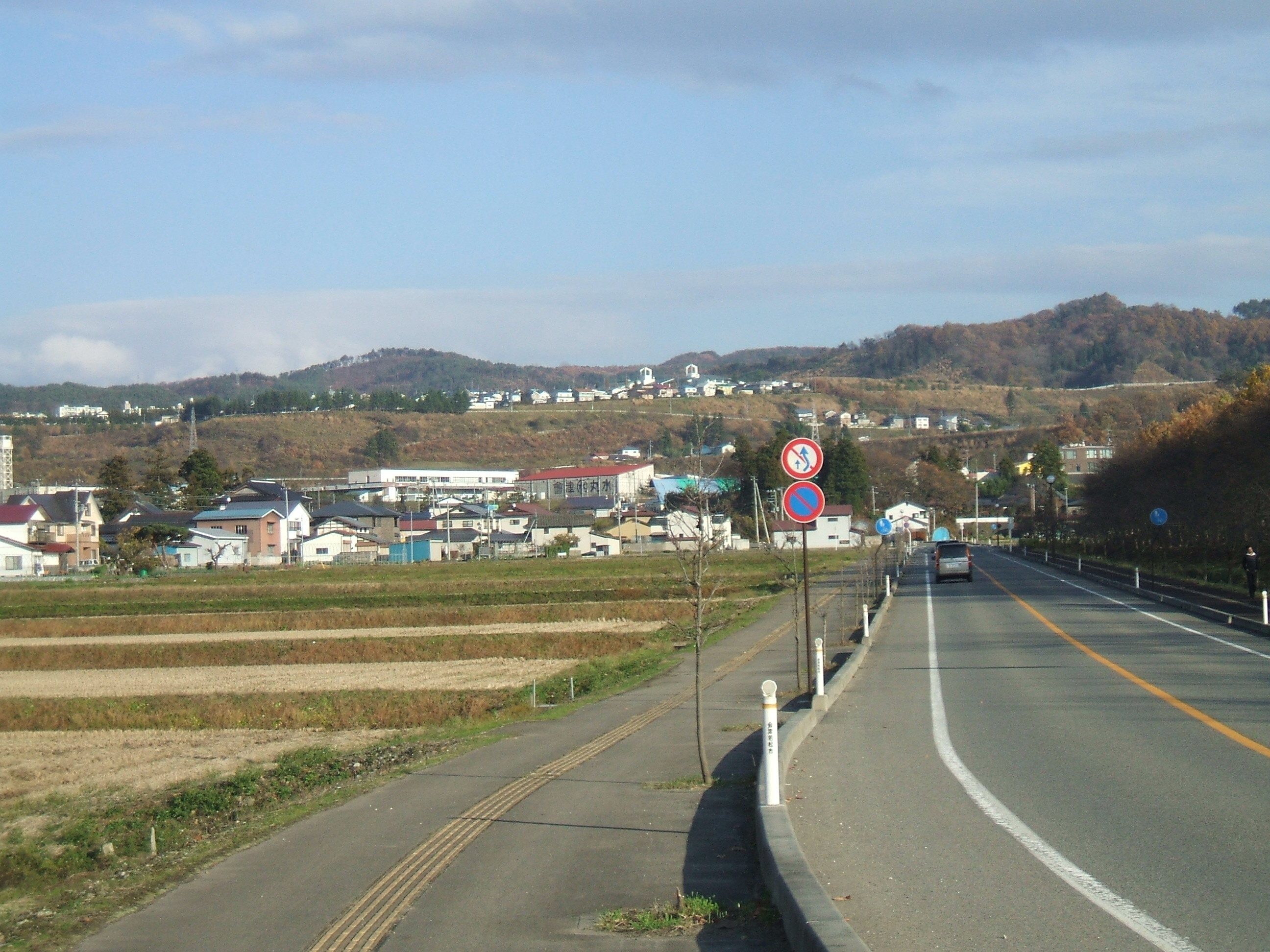
会津若松市一箕町鶴賀付近

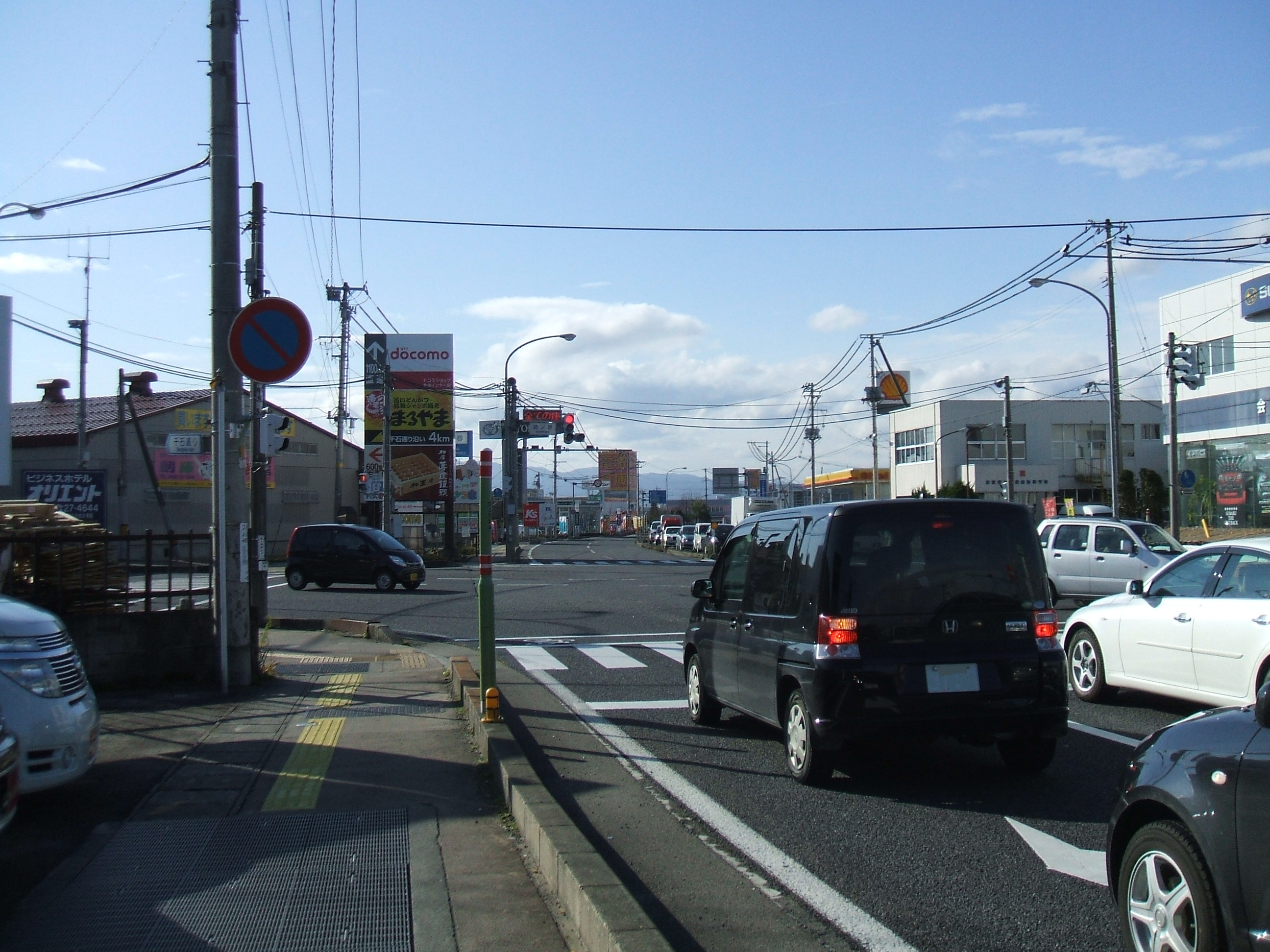
会津若松市一箕町亀賀付近
国道49号沿いなどには商業施設が立ち並ぶ

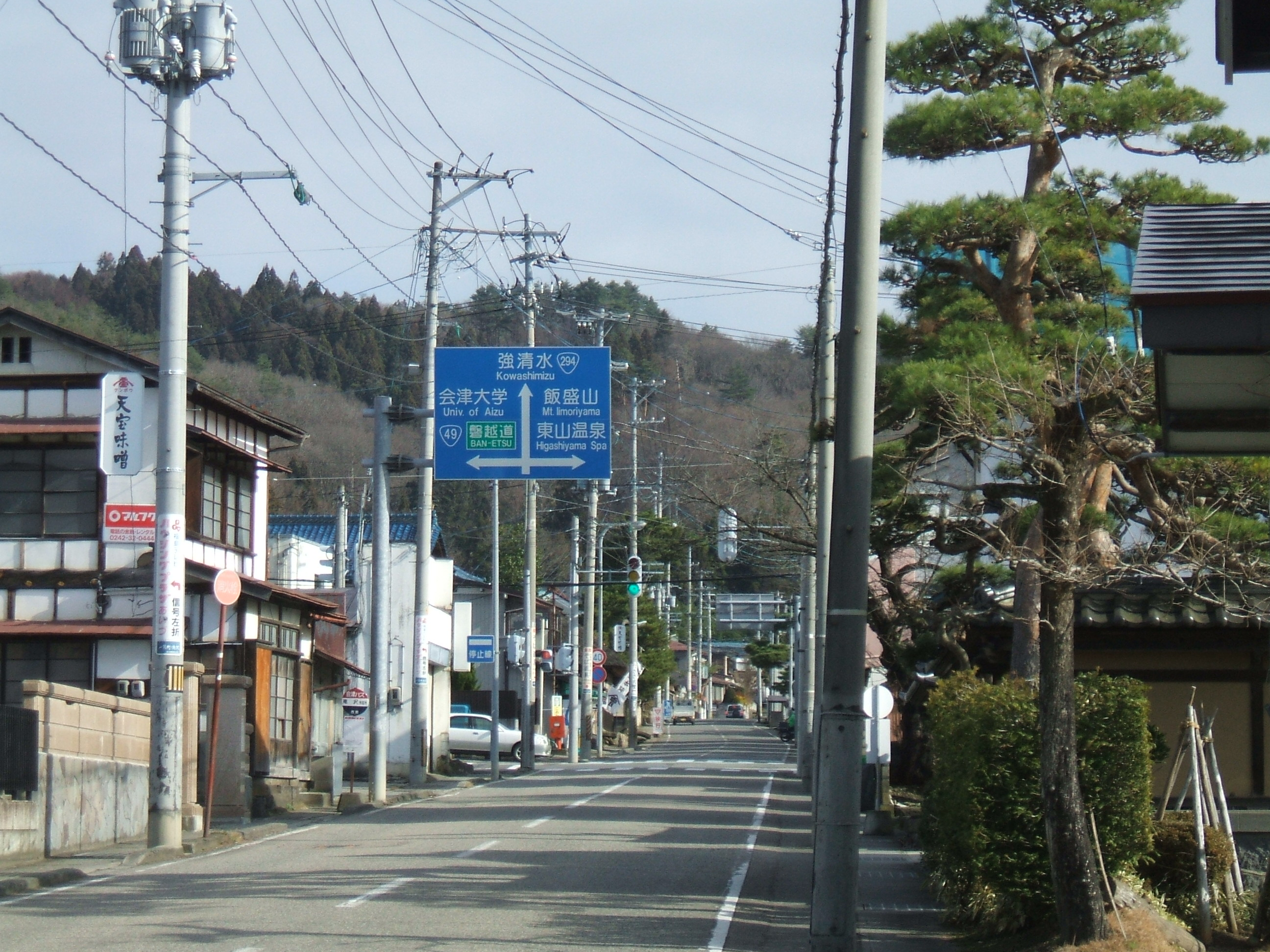
会津若松市一箕町八幡付近

現在の会津若松市北東部にあたり、商業地、住宅地、農村集落、水田、山林などが広がる。同地区を国道49号、福島県道64号会津若松裏磐梯線、福島県道69号北山会津若松線などが経由している。これらの路線の沿線の一部では、飲食店、スーパーマーケットなどの商業施設が立ち並ぶ。磐越自動車道も経由している。また、当地区に駅はないが、東日本旅客鉄道磐越西線も経由している。
また、国道49号東側の高台に、居合団地や松長団地などの団地がある。

### 自然
- 飯盛山
- 堂ヶ作山
- 高山
- 吹屋山
- 石ヶ森山
- 羽山
- 坊主山
- 不動川

### 史跡・神社・寺院など
- 飯盛山
  - 白虎隊士の墓
  - 栄螺堂（さざえ堂）
- 旧滝沢本陣
- 会津大塚山古墳
- 山の神神社
- 宇賀神社
- 厳島神社
- 戸ノ口堰神社
- 三島神社
- 古峯神社
- 一箕八幡神社
- 白山権現神社
- 御霊神社
- 妙國寺
- 秀安寺
- 和徳寺

### 学校
- 会津若松市立一箕小学校
- 会津若松市立松長小学校
- 会津若松市立一箕中学校
- 福島県立会津学鳳中学校・高等学校
- 仁愛高等学校
- 会津大学
- 会津大学短期大学部
- 福島県立会津支援学校

### 施設
- 会津中央病院

## 主要地区
主要地区の現況を述べる。ただし、旧一箕村域の一部は住居表示の実施により、鶴賀町などの町名となっている。

### 亀賀
一箕町西部の地区。国道49号（滝沢バイパス）が地区を横断するように通過し、福島県道64号会津若松裏磐梯線（千石通り）なども通過する。地区内には住宅地のほか、水田などが広がる。また、前述の幹線道路沿線にはスーパーマーケットなどの商業施設が立つ。加えて、地区を不動川（溷川）が流れる。地区内は南部（藤原）に住宅地があるほか、北柳原、郷之原の集落がある。

### 鶴賀
一箕町北部の地区。磐越自動車道が通過するほか、国道49号が地区を縦断するように通る。地区内に会津大学、福島県立会津支援学校があるほか、国道沿いには一部で商業施設が立つ。また、地区を不動川（溷川）が流れる。そのほか、地区内には水田などのほか住宅地があり、上居合、下居合、下柳原などの集落などがある。

### 松長
一箕町北部の地区。磐越自動車道、福島県道64号会津若松裏磐梯線が通過するほか、松長団地があり、団地内には市立松長小学校などがある。また、地区内には水田などの農地のほか山地などが広がり、上松窪、下松窪、上長原、下長原などの集落がある。

### 八幡
一箕町南部の地区。東部の一部では住宅地が広がるほか、市立一箕中学校、福島県立会津学鳳中学校・高等学校、会津大学短期大学部がある。また、西部は山地になっており、堂ヶ作山、高山などがあるほか、飯盛山周辺も地区内になっている。加えて、会津大塚山古墳や、旧滝沢本陣などがある。地区内には滝沢、牛ヶ墓、墓科、石ヶ森などの住宅地、集落がある。

### 金堀
一箕町東部の地区。水田などの農地が広がるほか、山地なども広がる。地区の北東部を国道49号、国道294号が通過する。また、金堀の集落がある。